# Dicranota simplex
Dicranota (Eudicranota) simplex là một loài ruồi trong họ Pediciidae. Chúng phân bố ở vùng sinh thái Palearctic.